# Золотий глобус (5-та церемонія вручення)
5-та церемонія вручення нагород премії «Золотий глобус»

10 березня 1948 року
Найкращий фільм (драма): 

Джентльменська угода 
 < 4-та Церемонії вручення 6-та >
5-та церемонія вручення нагород премії «Золотий глобус» за заслуги в галузі кінематографу за 1947 рік відбулася 10 березня 1948 року. Церемонія була проведена в Лос-Анджелесі, Каліфорнія у готелі «Рузвельт».

## Переможці
- Найкращий фільм:
  - Джентльменська угода
- Найкраща чоловіча роль:
  - Рональд Колман — Подвійне життя
- Найкраща жіноча роль:
  - Розалінд Расселл — Траур личить Електрі
- Найкраща чоловіча роль другого плану:
  - Едмунд Ґвенн — Диво на 34-й вулиці
- Найкраща жіноча роль другого плану:
  - Селеста Холм — Джентльменська угода
- Найкращий режисер:
  - Еліа Казан — Джентльменська угода
- Найкраща операторська робота:
  - Чорний нарцис — Джек Кардіфф
- Найбільш багатообіцяючий чоловічий дебют:
  - Річард Відмарк — Поцілунок смерті
- Найбільш багатообіцяючий жіночий дебют:
  - Лоіс Максвелл — Ця дівчина з Хагена
- Найкраща музика до фільму:
  - Життя з батьком
- Найкращий сценарій:
  - Диво на 34-й вулиці — Джордж Сітон